# Gentianella

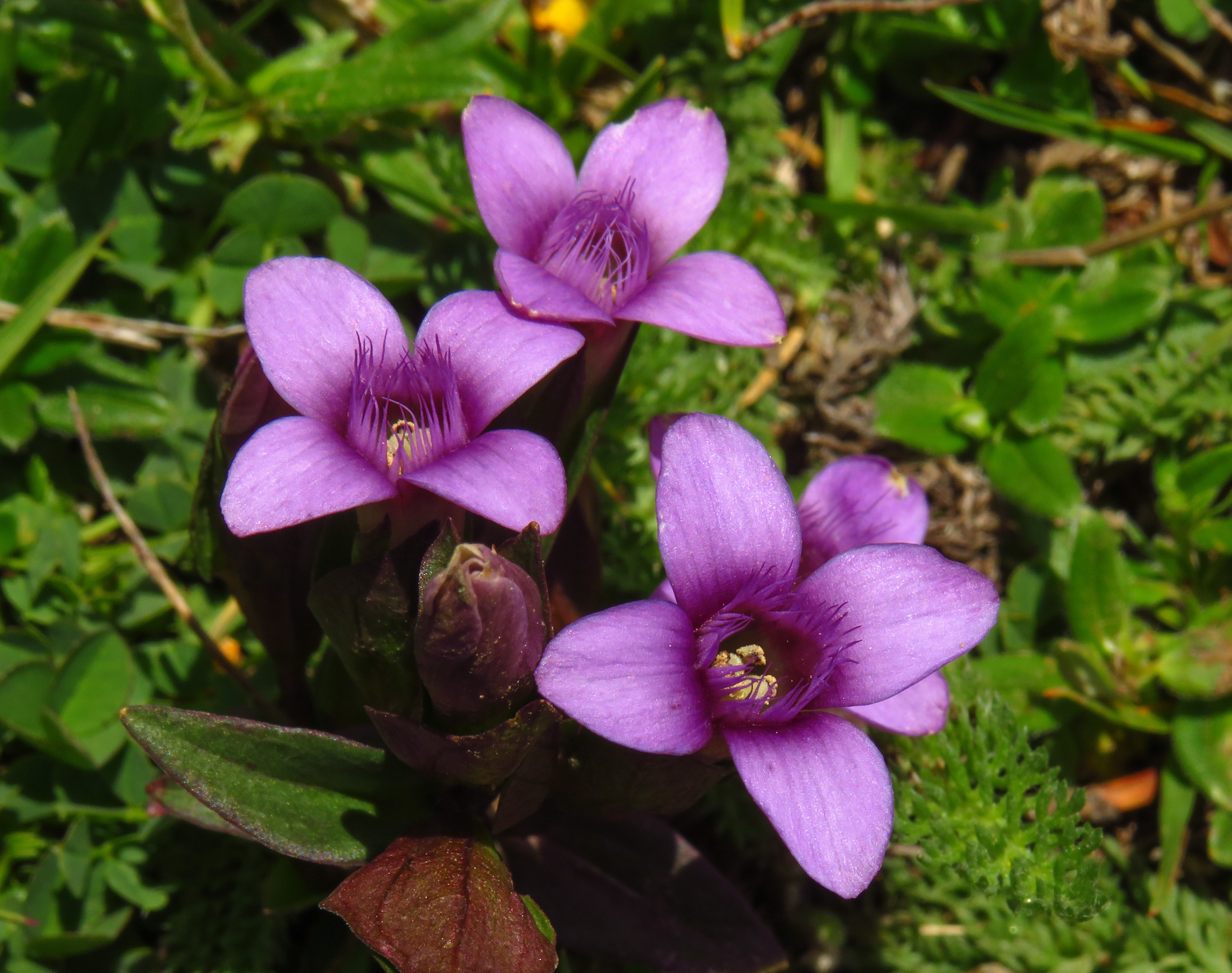
Gentianella campestris en el Valle de Nuria (Gerona, España).

Gentianella es un género  de plantas con flores perteneciente a la familia Gentianaceae.  Comprende 421 especies descritas y de estas, solo 292 aceptadas.

## Taxonomía
El género fue descrito por  Conrad Moench y publicado en Methodus Plantas Horti Botanici et Agri Marburgensis : a staminum situ describendi 482. 1794.

## Especies seleccionadas
- Gentianella achalensis
- Gentianella acuta
- Gentianella albanica
- Gentianella albidocaerulea
- Gentianella albo-rosea
- Gentianella alborubra
- Gentianella aleutica
- Gentianella amarella
- Gentianella anglica
- Gentianella aspera
- Gentianella auriculata
- Gentianella campestris
- Gentianella ciliata
- Gentianella germanica
- Gentianella hirculus
- Gentianella microcalyx
- Gentianella propinqua
- Gentianella quinquefolia
- Gentianella tenella
- Gentianella thyrsoidea (Hook.) Fabris, 1958
- Gentianella tortuosa
- Gentianella uliginosa
- Gentianella wislizeni
- Gentianella wrightii